# Aeroportul Laurinburg-Maxton
Aeroportul Laurinburg-Maxton (IATA: MXE, ICAO: KMEB, FAA LID: MEB) este un aeroport din Carolina de Nord, Statele Unite ale Americii ce deservește zona Maxton⁠(d). A fost numit după zona deservită.
Situat la o altitudine de 67 m, aeroportul dispune de 2 piste.

## Infrastructură

### Piste
Aeroportul dispune de 2 piste. Pista 05/23 are suprafața de asfalt și dimensiunile 6.503 picioare × 100 picioare. Pista 13/31 are suprafața de beton și dimensiunile 3.534 picioare × 75 picioare. 